# Szürke korallgomba
A szürke korallgomba (Clavulina cinerea) a Clavulinaceae családba tartozó, Eurázsiában és Észak-Amerikában honos, erdőkben élő, ehető gombafaj. 

## Megjelenése
A szürke korallgomba termőteste 7-11 cm magas és általában ugyanilyen széles de esetenként 20 cm-re is terpeszkedhet; korall alakú. A rövid tönkből többszörösen elágazó, 6-10 mm széles ágak nőnek ki. Az ágak lapítottak, végük inkább lekerekített, mint hegyes, felszínük sima vagy hosszanti barázdás. Töve krém- vagy okkerszínű, az ágak hamuszürkék, szürkésbarnák, esetenként ibolyás árnyalattal. A spóratermő réteg az ágacskák végén található.
Húsa kissé szívós, törékeny; színe halványszürke. Szaga földes, dohos, íze nem jellegzetes.
Spórapora fehér. Spórája széles ellipszoid vagy majdnem gömbölyű, sima, mérete 8-10 x 7-8 µm. A bazídiumok kétspórásak.

### Hasonló fajok
A fésűs korallgomba vagy a barázdás korallgomba hasonlíthat hozzá. 

## Elterjedése és termőhelye
Eurázsiában és Észak-Amerikában honos. Magyarországon helyenként tömeges lehet.   
Lombos és tűlevelű erdőkben egyaránt megtalálható, általában olyan helyen, ahol vastag az avar. Augusztustól októberig terem.

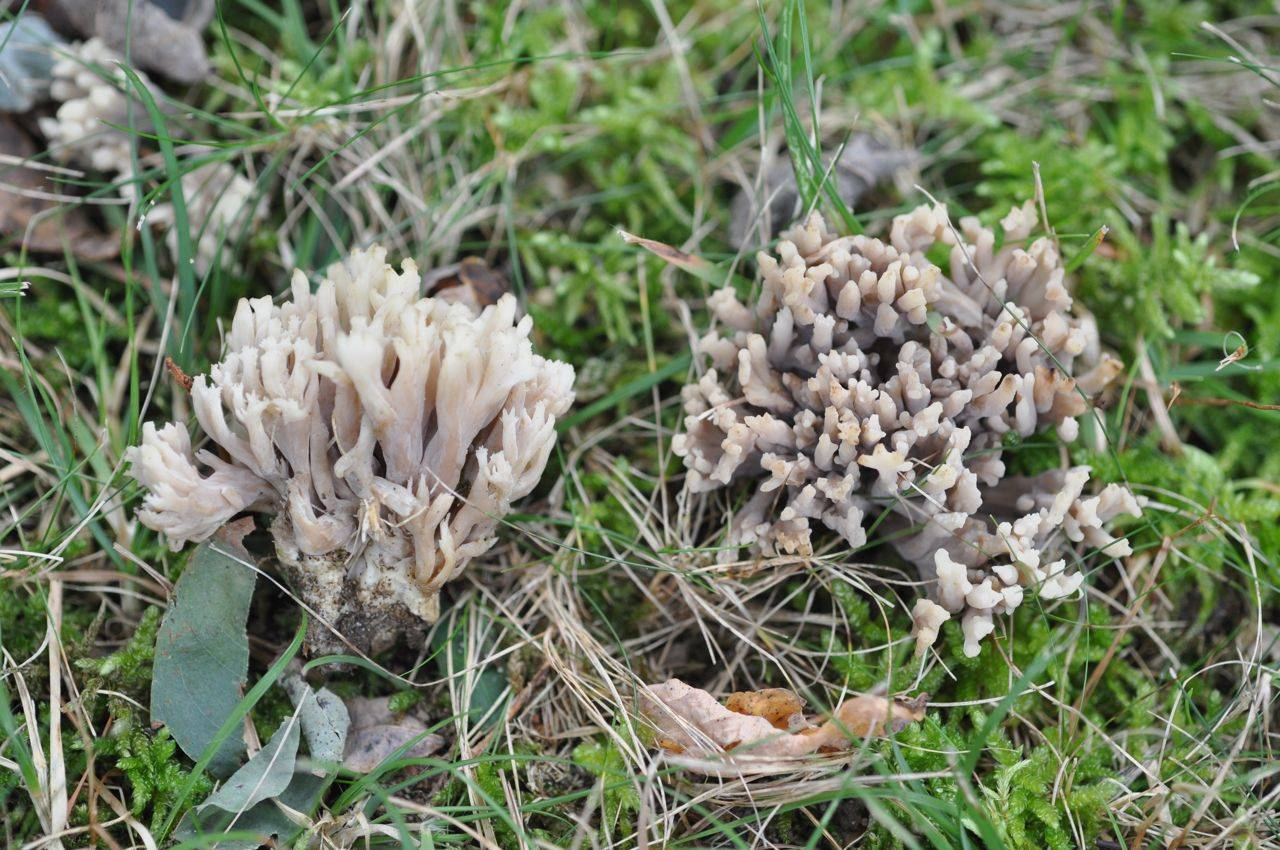
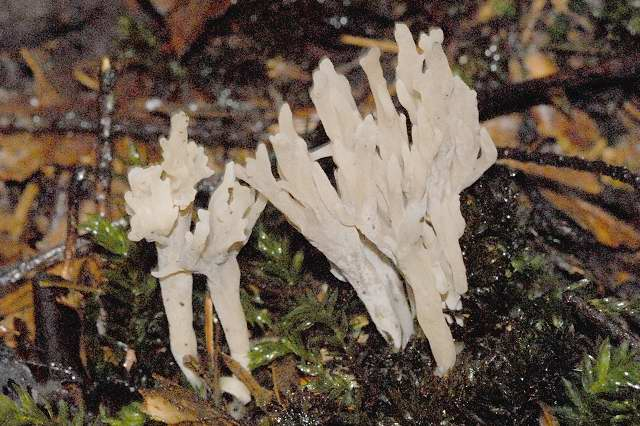
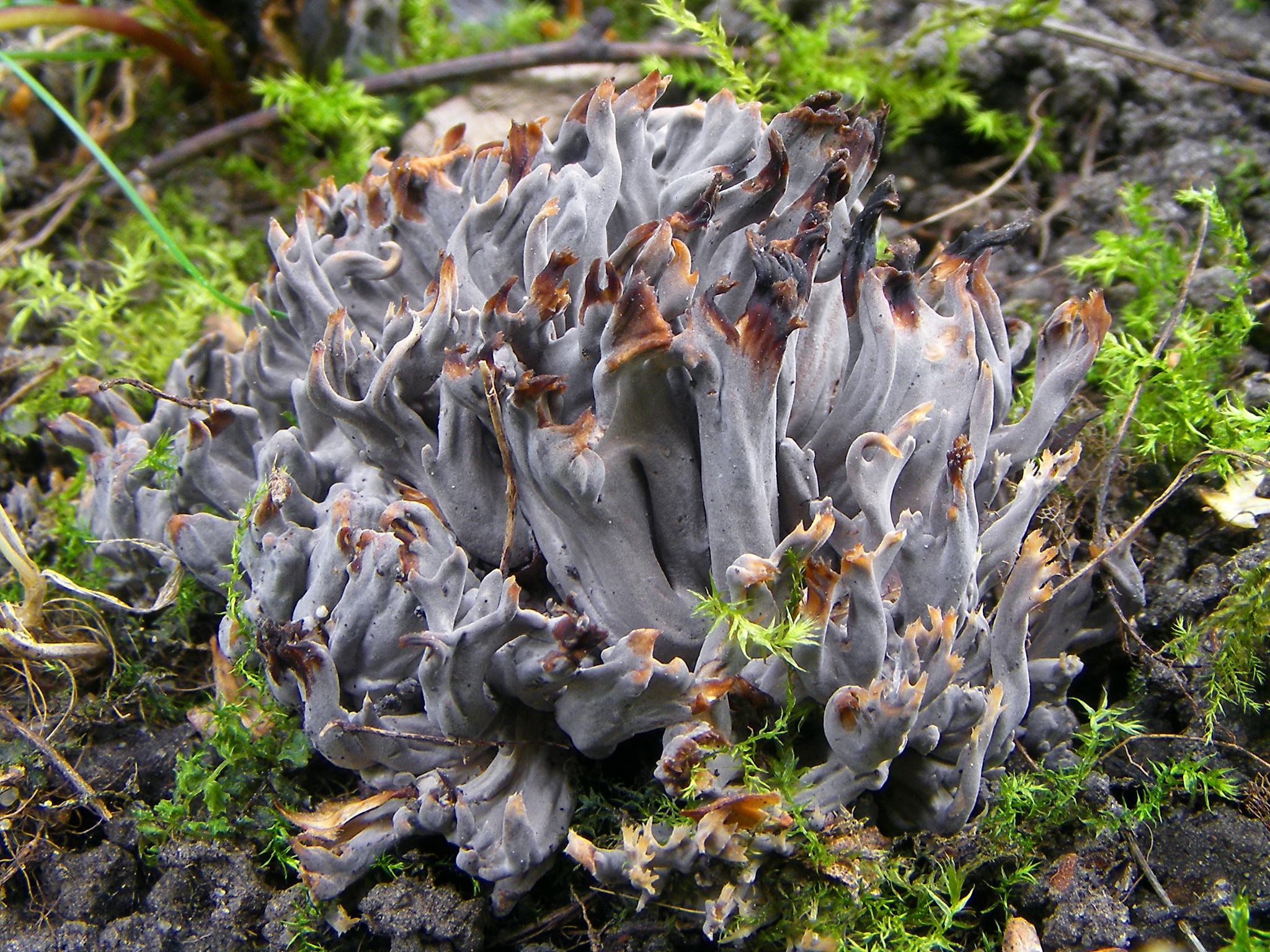
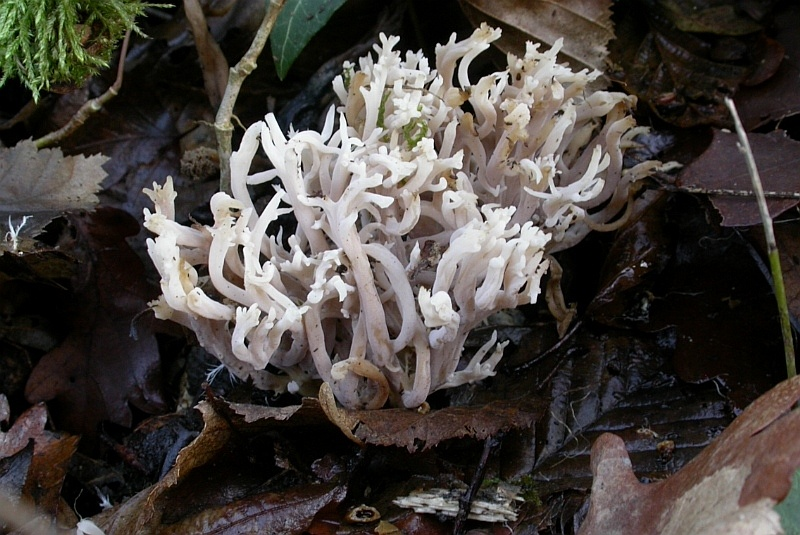
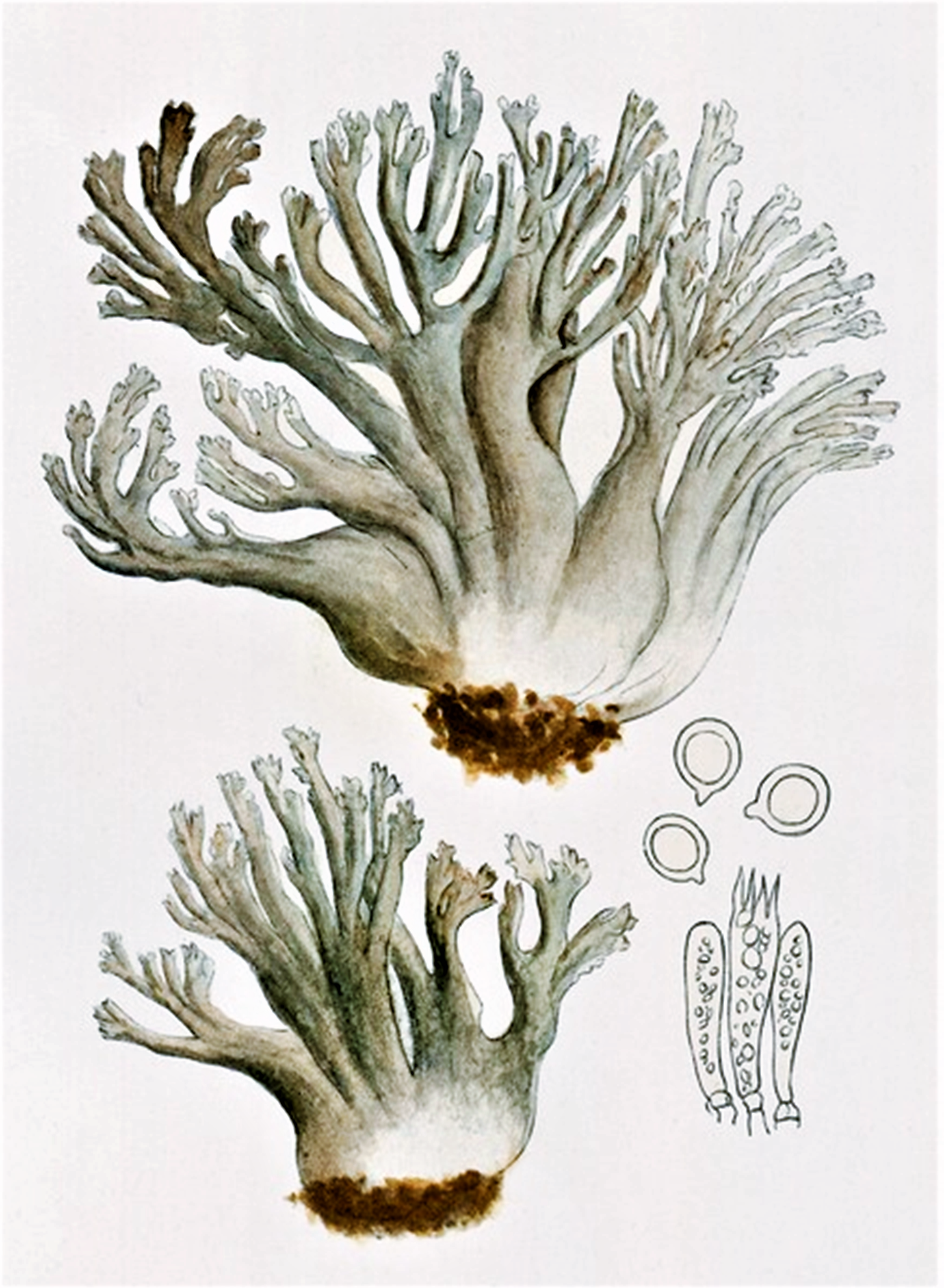

Ehető. 